# Sexto Hermetídio Campano
Sexto Hermetídio Campano (em latim: Sextus Hermetidius Campanus) foi um senador romano nomeado cônsul sufecto para o nundínio de julho a agosto de 97 com Lúcio Domício Apolinário.

## Carreira
Segundo uma inscrição, em 28 de dezembro de 93, Campano era o legado propretoriano da província da Judeia, o que incluía também o comando da Legio X Fretensis, onde provavelmente permaneceu até 97, quando foi nomeado cônsul sufecto por Nerva.